# Prix Blanche-Lemco-Van Ginkel
 (août 2022).
Si vous disposez d'ouvrages ou d'articles de référence ou si vous connaissez des sites web de qualité traitant du thème abordé ici, merci de compléter l'article en donnant les références utiles à sa vérifiabilité et en les liant à la section « Notes et références ».
Le Prix Blanche-Lemco-van Ginkel est un prix québécois remis par l'Ordre des urbanistes du Québec à une personne qui n'est pas membre de l'ordre, mais dont la contribution à l'urbanisme du Québec mérite une mention. Il a été nommé en l'honneur de Blanche Lemco.

## Lauréats
2003
- Francine Ruest-Jutras
- Jean-Paul L’Allier
- Jacques Léonard
- Roger Nicolet
- Paul Gérin-Lajoie
- Gérard Divay
- Dinu Bumbaru
- France Gagnon-Pratte
- Harvey Mead
- Jacques Proulx
- Florence Junco-Adenot
- Bryant McDonough
- Pierre Boucher
- Phyllis Lambert
- Pierre Dansereau
- Jean Décari
- David Sigler
- Samuel Gewurz
- Philip O’Brien
- Jacques Vincent

2013
- Henry Aubin
- Marie-France Bazzo
- Jacques Bénard
- Lise Bissonnette
- Simon Brault
- François Cardinal
- Cameron Charlebois
- Claude Cormier
- Georges Coulombe
- Florent Cousineau
- Rosario Demers
- Winnie Frohn
- Louis Germain
- Steven Guilbeault
- Michel Labrecque
- Rachel Laperrière
- Charles Lapointe
- Réjean Lemoine
- Paul-André Linteau
- Michel Lucier
- Madeleine Paulin
- Pierre B. Paquin
- Ron Rayside
- Dimitri Roussopoulos
- Louise Roy
- Jean-Claude Scraire
- Adrian Sheppard
- Marie Turcotte
- François Varin

2020
- François Bourque

2021
- André Lavallée
- Hubert Simard